# ستانلي بلدوين
ستانلي بلدوين، إيرل بلدوين من بيودلي الأول (بالإنجليزية: Stanley Baldwin)‏، حاصل على رتبة فارس رباط، وعضو في المجلس الخاص للمملكة المتحدة، ومجلس الملكة الخاص بكندا، وقاض الصلح، وحائز على زمالة الجمعية الملكية (3 أغسطس 1867-14 ديسمبر 1947) هو رجل دولة بريطاني ينتمي إلى حزب المحافظين بسط سيطرته على حكومة المملكة المتحدة في فترة ما بين الحربين العالميتين، إذ شغل منصب رئيس الوزراء في ثلاث مناسبات.
نظرًا لولادته في عائلة ثرية في بيودلي، ورشستر، تلقى بلدوين تعليمه من مدرسة هاوتريس، ومدرسة هارو، وكلية الثالوث، بجامعة كامبرج. انضم إلى الشركة العائلية المعنية بصناعة الفولاذ والحديد ودخل مجلس العموم في عام  1908 كعضو في البرلمان عن الدائرة الانتخابية بلدوين، خلفًا لوالده ألفرد. شغل منصب الوزير المالي للخزانة (1917-1921) ورئيس مجلس التجارة (1921-1922) في وزارة الائتلاف التابعة لديفيد لويد جورج ومن ثم ارتقى بوتيرة متسارعة: ففي عام 1922: كان بلدوين أحد المحرضين الرئيسيين على رفع دعم حزب المحافظين عن لويد جورج؛ وأصبح بعد ذلك مستشارًا للخزانة في وزارة بونار لو التابعة لحزب المحافظين. وعلى أثر استقالة بونار لو لأسباب صحية عام 1923، أصبح بلدوين رئيسًا للوزراء وزعيمًا لحزب المحافظين. دعا إلى إجراء انتخابات عقدت في ديسمبر 1923 بشأن قضية التعريفات الجمركية وخسر الأغلبية البرلمانية للمحافظين، وشكل بعد ذلك رامزي ماكدونالد حكومة أقلية من حزب العمال.
بعد فوزه في الانتخابات العامة لعام 1924، شكل بلدوين حكومته الثانية، التي شهدت تولي مناصب مهمة من قبل السير أوستن شامبرلين (وزير الخارجية)، وونستون تشرشل (مستشار الخزانة)، ونيفيل تشامبرلين (وزير الصحة). إذ عمل  الوزيران الأخيران على زيادة شعبية حزب المحافظين من خلال إجراء إصلاحات في مجالات ذات صلة رسمية بالحزب الليبرالي. شملت الإصلاحات التوافق الصناعي، والتأمين ضد البطالة، ونظام معاشات الشيخوخة ذو نطاق أوسع، وإزالة الأحياء الفقيرة، وإتاحة المزيد من المساكن الخاصة، والتوسع في خدمات رعاية الأم والطفل. وعلى الرغم من ذلك، فإن استمرار تباطؤ النمو الاقتصادي وتراجع قطاعي التعدين والصناعات الثقيلة قد أضعفا قاعدة دعم بلدوين كما شهدت حكومته الإضراب العام الذي حدث سنة 1926 وكذلك قانون النزاعات والنقابات العمالية الصادر عام 1927.
خسر بلدوين الانتخابات العامة لعام 1929 بفارق ضئيل وكانت زعامته المستمرة للحزب عرضةً لانتقادٍ واسعٍ من قبل قطبي الصحافة اللورد روثرمير واللورد بيفربروك. في عام 1931، مع بداية الكساد الكبير شكل رئيس الوزراء التابع لحزب العمال رامزي ماكدونالد حكومةً وطنية، تشكلت غالبية وزرائها من أعضاء حزب المحافظين، وفازت بأغلبية ساحقة في الانتخابات العامة لعام 1931. بصفته السيد رئيس المجلس، وواحدًا من الأعضاء المحافظين الأربعة في مجلس الوزراء الصغير المكون من عشرة أعضاء فقط، فقد تولى بلدوين معظم مهام رئيس الوزراء نظرًا لتدهور صحة ماكدونالد. شهدت هذه الحكومة قانونًا منح الهند قدرًا أكبر من الحكم الذاتي، وهو إجراء عارضة تشرشل والعديد من الأعضاء الاعتياديين في حزب المحافظين. منح تشريع وستمنستر لعام 1931 مكانةً دومينية (ذات استقلالٍ ذاتي) لكل من كندا، وأستراليا، ونيوزيلندا، وجنوب أفريقيا، مع إرساء الخطوة الأولى نحو دول الكومنولث. بوصفه زعيمًا للحزب، ابتدع بلدوين العديد من الابتكارات الملفتة للنظر، كالاستخدام الذكي للراديو والأفلام، مما جعله شخصًا مميزًا للغاية في أنظار عامة الناس وزاد من شعبية حزب المحافظين.
في عام 1935، حل بلدوين رسميًا محل ماكدونالد كرئيس وزراء، وفاز بالانتخابات العامة لعام 1935 بأغلبية ساحقة أخرى. أثناء هذه الفترة، أشرف على بداية عملية إعادة تسليح المؤسسة العسكرية البريطانية، فضلًا عن أزمة تنازل الملك إدوارد الثامن.

## وصلات خارجية
- ستانلي بلدوين على موقع IMDb (الإنجليزية)
- ستانلي بلدوين على موقع الموسوعة البريطانية (الإنجليزية)
- ستانلي بلدوين على موقع مونزينجر (الألمانية)
- ستانلي بلدوين على موقع ميوزك برينز (الإنجليزية)
- ستانلي بلدوين على موقع إن إن دي بي (الإنجليزية)